# Chelsea Physic Garden
O Chelsea Physic Garden é um jardim botânico existente no bairro de Chelsea, em Londres. A tradução literal é a de "Jardim Físico (ou de Física) de Chelsea", mas o termo "Física" refere-se aqui à denominação antiga da Medicina. Foi estabelecido como o Apothecaries’ Garden (Jardim dos Boticários) em 1673. É o segundo mais antigo dos jardins botânicos do Reino Unido, depois do Jardim botânico de Oxford, fundado em 1621.

## História
A Worshipful Society of Apothecaries estabeleceu inicialmente o seu horto numa parte alugada do jardim de John Danvers em Chelsea. Esta casa, chamada Danvers House, era contígua com a que tinha pertencido a Thomas More. A Danvers House foi demolida em 1696 para dar lugar a uma rua, a Danvers Street.
Em 1713, o médico e naturalista Sir Hans Sloane comprou a Charles Cheyne o senhorio de Chelsea, do qual arrendou cerca de 1.6 hectares em 1722 à Society of Apothecaries pela quantia perpétua de 5 libras esterlinas anuais, pondo como única condição que o jardim fornecesse a Royal Society, a que presidia, com 50 boas amostras de herbário por ano, até totalizar 2.000 plantas.
Isso iniciou a idade de ouro do Chelsea Physic Garden, sob a direcção de Philip Miller (1722–1770), altura em que se tornou o jardim botânico mais ricamente abastecido do mundo. O seu programa de troca de sementes foi estabelecido após uma visita do botânico germano-holandês Paul Hermann em 1682, ligado ao Jardim botânico de Leiden, e durou até ao presente. O maior sucesso do programa de troca de sementes terá sido a introdução do algodão na colónia americana da Georgia e, mais recentemente, a difusão mundial da Catharanthus roseus.
Isaac Rand, membro da Royal Society, publicou um catálogo do jardim em 1730, Index plantarum officinalium, quas ad materiae medicae scientiam promovendam, in horto Chelseiano. O livro A Curious Herbal (1737–1739) de Elizabeth Blackwell foi parcialmente ilustrado com exemplos tirados do Chelsea Physic Garden.
Apesar de todas as pressões, até hoje o jardim apenas perdeu os terrenos para o arranjo da margem do rio, o Embankment, em 1874, e uma tira para permitir alargar a Royal Hospital Road, mantendo ainda uma área de 1.4 hectares, agora no coração da cidade. 
Zelosamente guardado pela Society of Apothecaries, em 1983 o jardim foi transformado numa fundação sem fins lucrativos e aberto ao público pela primeira vez.